# Beneixida (kommunhuvudort)
Beneixida är en kommunhuvudort i Spanien.   Den ligger i provinsen Província de València och regionen Valencia, i den östra delen av landet, 300 km sydost om huvudstaden Madrid. Beneixida ligger 39 meter över havet och antalet invånare är 609.
Terrängen runt Beneixida är platt österut, men västerut är den kuperad. Runt Beneixida är det tätbefolkat, med 257 invånare per kvadratkilometer. Närmaste större samhälle är Alzira, 13,7 km nordost om Beneixida. Omgivningarna runt Beneixida är en mosaik av jordbruksmark och naturlig växtlighet.